# 游兆永
游兆永（1931年—），男，广东南海人，中国计算数学家，曾任西安交通大学教授、博士生导师，中国数学会理事。